# Poker Face (singel Ayumi Hamasaki)
poker face – pierwszy singel Ayumi Hamasaki wydany przez wytwórnię Avex Trax. Singel został wydany ponownie 28 lutego 2001 roku.

## Lista utworów

### CD (1998)
| Nr | Tytuł                       | Muzyka           | Aranżacja      | Czas |
| -- | --------------------------- | ---------------- | -------------- | ---- |
| 1. | "poker face"                | Yasuhiko Hoshino | Akimitsu Homma | 4:41 |
| 2. | "FRIEND"                    | Yasuhiko Hoshino | Akimitsu Homma | 4:12 |
| 3. | "poker face" (instrumental) |                  | Akimitsu Homma | 4:41 |
| 4. | "FRIEND" (instrumental)     |                  | Akimitsu Homma | 4:11 |

### CD (2001)
| Nr | Tytuł                                      | Czas |
| -- | ------------------------------------------ | ---- |
| 1. | "poker face (Original Mix)"                | 4:41 |
| 2. | "FRIEND (Original Mix)"                    | 4:12 |
| 3. | "poker face (KM MARBLE LIFE REMIX)"        | 5:38 |
| 4. | "poker face (NAO'S ATTITUDE MIX)"          | 6:52 |
| 5. | "poker face (D-Z Spiral Delution Mix)"     | 5:58 |
| 6. | "poker face (ORIENTA-RHYTHM CLUB MIX)"     | 6:22 |
| 7. | "poker face (Original Mix -Instrumental-)" | 4:41 |
| 8. | "FRIEND (Original Mix -Instrumental-)"     | 4:11 |

## Wystąpienia na żywo
- 14 kwietnia 1998 – Nikkan Hitto
- 20 kwietnia 1998 – Hey! Hey! Hey!
- 21 kwietnia 1998 – Utaban
- 24 kwietnia 1998 – Rave
- 28 kwietnia 1998 – Music Station